# فريدريش هيرمان بوس
فريدريش هيرمان بوس (بالألمانية: Friedrich Hermann Busse) (و. 1936 – م) هو فيزيائي، وأستاذ جامعي من ألمانيا . ولد في برلين. وهو عضواً في الأكاديمية الوطنية للعلوم، والأكاديمية الأمريكية للفنون والعلوم .

## جوائز
حصل على جوائز منها:
- جائزة ديناميات السوائل [الإنجليزية]‏ (2000).